# Andreas Narr
Andreas Narr (* 21. Dezember 1963) ist ein ehemaliger deutscher Fußballtorwart.

## Sportliche Laufbahn
Andreas Narr, zwischen April 1981 und Mai 1982 fünfmal in der Juniorennationalmannschaft der DDR eingesetzt, profilierte sich republikweit zunächst in der Nachwuchsabteilung der SG Dynamo Dresden. Mit der U-18 nahm er 1981 an den Jugendwettkämpfen der Freundschaft teil und belegte mit dem Team in der ČSSR den 7. Platz. Der Torwart schaffte 1983 den Sprung aus dem Nachwuchsoberligateam der Dynamos in die 1. Mannschaft der Schwarz-Gelben. Für die Oberligamannschaft des bis zum damaligen Zeitpunkt sechsfachen DDR-Meisters spielte der Schlussmann jedoch nie in einem Punktspiel, kam maximal in Freundschaftsbegegnungen zum Zug.
Mit der SGD-Reservelf gelang ihm am Ende der Spielzeit 1983/84 der Aufstieg in die Liga, nachdem sich das Team um die Trainer Siegfried Gumz und Wolfgang Haustein nach dem Dresdner Bezirksligatitel auch in der Aufstiegsrunde aller Drittligachampions durchsetzen konnte. Im Sommer 1985 ging Andreas Narr von der 2. Mannschaft der Dresdner Dynamos zur BSG Sachsenring Zwickau. Dort hatte er bis zu seiner Delegierung zur SG Dynamo bereits von 1974 bis 1977 im Nachwuchs gespielt. Alle neun Oberligapartien seiner Karriere bestritt der Torwart in der Spielzeit 1985/86, nach der die Zwickauer den Weg in die Zweitklassigkeit antreten mussten. Sein Debüt in der höchsten Spielklasse des DDR-Fußballs gab der Torsteher am 17. August 1985 beim 3:1-Heimsieg über den FC Vorwärts Frankfurt/Oder. In der Rückrunde verdrängte ihn der vom FC Rot-Weiß Erfurt geholte Wolfgang Benkert auf die Reservebank der vom Zwickauer Torwartidol Jürgen Croy gecoachten Sachsenring-Elf.
Im Oktober 1986 wechselte der Maschinen-Anlagenmonteur, der im April 1984 gegen Polen auch einmal in der DDR-U21-Auswahl im Tor gestanden hatte, von der BSG Sachsenring Zwickau zum 1. FC Magdeburg, während Stürmer Jens Heineccius den umgekehrten Weg ging. In der Partie des 8. Spieltages der Saison 1986/87 saß er bei den Elbestädtern gegen die BSG Fortschritt Bischofswerda erstmals auf der Bank, kam aber bis zum Ende des eigenständigen ostdeutschen Fußballs hinter Stammtorwart Dirk Heyne nicht zum Einsatz. Nach der Wiedervereinigung Deutschlands und dem Weggang Heynes stand Narr beim FCM bis 1997 in der Dritt- und Viertklassigkeit in 45 Punktspielen im Tor.